# Neurosurgical Review
Neurosurgical Review, abgekürzt Neurosurg. Rev., ist eine wissenschaftliche Fachzeitschrift, die vom Springer-Verlag im Auftrag von acht Fachgesellschaften veröffentlicht wird. Die Zeitschrift erscheint mit vier Ausgaben im Jahr. Es werden Übersichtsarbeiten veröffentlicht, die sich mit neurochirurgischen Fragestellungen beschäftigen.
Der Impact Factor lag im Jahr 2019 bei 2,654. Nach der Statistik des ISI Web of Knowledge wird das Journal mit diesem Impact Factor in der Kategorie Chirurgie an 63. Stelle von 210 Zeitschriften und in der Kategorie Klinische Neurologie an 101. Stelle von 204 Zeitschriften geführt.

## Editors-in-Chief
- 2004–2006: Helmut Bertalanffy[3]
- seit 2006: Ulrich Sure[4]